# Мелкопятнистый скат
Мелкопятнистый скат (лат. Raja microocellata) — вид хрящевых рыб семейства ромбовых скатов отряда скатообразных. Обитают в умеренных водах северо-восточной и центрально-восточной части Атлантического океана между 55° и 24° с. ш. и между 16° и 1° з. д. Встречаются на глубине до 100 м. Их крупные, уплощённые грудные плавники образуют диск в виде ромба округлым рылом. Максимальная зарегистрированная длина 91 см. Откладывают яйца. Являются объектом местного промысла.

## Таксономия
Впервые вид был научно описан в 1818 году. Видовой эпитет происходит от др.-греч. βραχύς «короткий»  μικρός — «маленький» и лат. ocellus — «глазок».

## Ареал
Эти демерсальные скаты распространены в восточной Атлантике от Британских островов и Гибралтара до северо-западного побережья Африки. Они обитают в водах Франции, Марокко, Португалии, Великобритании, Испании и Западной Сахары. Встречаются на глубине до 100 м. Крупные особи держатся глубже мелких. Предпочитают песчаное дно.

## Описание
Широкие и плоские грудные плавники этих скатов образуют диск в виде ромба со слегка выступающим кончиком рыла и закруглёнными краями. На вентральной стороне диска расположены 5 жаберных щелей, ноздри и рот. На длинном хвосте имеются латеральные складки.  Глаза мелкие. Спинные плавники поставлены близко друг к другу. Дорсальная поверхность диска покрыта шипами. У молодых скатов вентральная сторона гладкая, у крупных особей центральная часть колючая. Выляются орбитальные шипы. От затылка до первого спинного плавника пролегает срединный ряд из 50 колючек. Окраска дорсальной поверхности от оливкового до светло-коричневого цвета со светлыми пятнышками и полосами. Вентральная поверхность белая.
Максимальная зарегистрированная длина 91 см, масса 4,5 кг.

## Биология
Подобно прочим ромбовым эти скаты откладывают яйца, заключённые в жёсткую роговую капсулу с жёсткими роговыми выступами на концах. Длина капсулы 6,6—10,0 см, ширина 4,1—6,3 см. Эмбрионы питаются исключительно желтком. Молодые скаты имеют тенденцию следовать за крупными объектами, напоминающими их мать. Ежегодная плодовитость самок оценивается в 54—61 яиц. Самки откладывают яйца преимущественно с июня по сентябрь. Длина новорожденных около 10 см. Самцы и самки достигают половой зрелости при длине 57,5—58 см. Молодняк питается главным образом ракообразными (бокоплавами и креветками). Основу рациона взрослых скатов составляют рыбы. 
На этих скатах паразитируют моногенеи Acanthocotyle lobianchi, Calicotyle kroyeri, Empruthotrema raiae и Rajonchocotyle emarginata, цестоды Acanthobothrium sp., Crossobothrium sp., Echeneibothrium sp., нематоды Anisakis simplex, Histodytes microocellatus, Hysterothylacium sp., копеподы Holobomolochus sp. и т. д.

## Взаимодействие с человеком
Эти скаты представляют интерес для местного промысла в Девоне, Южном Уэльсе и Корнуолле, Великобритания. Ограниченный ареал делает их чувствительными к перелову и ухудшению условий среды обитания. Международный союз охраны природы оценил охранный статус вида как «Близкий к уязвимому положению».